# Dianthera
Dianthera es un género de plantas con flores perteneciente a la familia Acanthaceae. El género tiene 183 especies de hierbas descritas y de estas, solo 41 aceptadas.

## Taxonomía
El género fue descrito por Carlos Linneo y publicado en Species Plantarum 1: 27, en 1753.

#### Etimología
Dianthera: nombre genérico que deriva de la combinación de los 2 vocablos griegos δις (dis); "doble, dos", y ἀνθηρά (anthērá); "antera"; "doble/dos antera/s" en referencia a que las especies del género, en cada estambre tienen dos anteras.

## Especies aceptadas
A continuación se brinda un listado de las especies del género Dianthera aceptadas actualmente, ordenadas alfabéticamente. Para cada una se indica el nombre binomial seguido del autor, abreviado según las convenciones y usos:
- Dianthera americana L., 1753
- Dianthera androsaemifolia (Nees) Griseb., 1862
- Dianthera angusta (Chapm.) Small, 1903
- Dianthera angustifolia (Nees) Benth. y Hook.f. ex B.D.Jacks., 1893
- Dianthera appendiculata Ruiz y Pav., 1798
- Dianthera arvensis Vell., 1829
- Dianthera brasiliensis Vell., 1829
- Dianthera breviflora (Nees) Hemsl., 1882
- Dianthera calycina (Nees) B.D.Jacks., 1893
- Dianthera candelariae (Oerst.) Hemsl., 1882
- Dianthera candicans (Nees) Benth. y Hook.f. ex Hemsl., 1882
- Dianthera cayennensis (Nees) Griseb., 1866
- Dianthera comata L., 1759
- Dianthera crassifolia Chapm., 1860
- Dianthera dasyclados (Mart. ex Nees) Hiern, 1878
- Dianthera eustachiana (Jacq.) J.F.Gmel., 1791
- Dianthera glabra (Oerst.) Benth. y Hook.f. ex Hemsl., 1882
- Dianthera guianensis N.E.Br., 1901
- Dianthera hookeriana (Nees) Benth. y Hook.f. ex B.D.Jacks., 1893
- Dianthera inaequalis (Benth.) Benth. y Hook.f. ex B.D.Jacks., 1893
- Dianthera incerta Brandegee, 1893
- Dianthera laeta (Nees) Hiern, 1878
- Dianthera laevilinguis (Nees) Lindau, 1894
- Dianthera lindeniana (Nees) Hemsl., 1882
- Dianthera longiflora (Nees) Benth. y Hook.f. ex B.D.Jacks., 1893
- Dianthera oblonga (Nees) Benth. y Hook.f. ex B.D.Jacks., 1893
- Dianthera ovata Walter, 1788
- Dianthera pectoralis (Jacq.) J.F.Gmel., 1791
- Dianthera peploides Griseb., 1862
- Dianthera pleurolarynx S.F.Blake, 1918
- Dianthera polygaloides S.Moore, 1895
- Dianthera racemosa (Ruiz y Pav.) Benth. y Hook.f. ex B.D.Jacks., 1893
- Dianthera reptans (Sw.) J.F.Gmel., 1791
- Dianthera rigida (Nees) Benth. y Hook.f. ex B.D.Jacks., 1893
- Dianthera rugeliana Griseb., 1866
- Dianthera sagraeana (A.Rich.) Griseb., 1866
- Dianthera secunda (Vahl) Griseb., 1857
- Dianthera secundiflora Ruiz y Pav., 1798
- Dianthera sessilis (Jacq.) J.F.Gmel., 1791
- Dianthera speciosa (Nees) Benth. y Hook.f. ex B.D.Jacks., 1893
- Dianthera sulfurea Donn.Sm., 1903